# Witta de Büraburg
Witta de Büraburg (en anglosajón: Hwita ("el Blanco"); también Wizo, Vito, Wittanus, Wintanus, y en latín: Vito Albuin, Vitus Albuinus o Albinus von Büraburg) fue un misionero anglosajón en Hesse y Turingia (Alemania central), y obispo de Büraburg, cerca de Fritzlar, entre 741 y 755. Fue compañero y discípulo de san Bonifacio y san Lulo.
La festividad de Witta de Büraburg se celebra el 26 de octubre.

## Biografía
Witta era de origen anglosajón y es uno de los primeros misioneros cristianos en la región de Hesse y Turingia. Fue discípulo y compañero de Bonifacio y amigo de Lulo. Bonifacio, tras establecer la sede misionera de Büraburg en 741 nombró a Witta su primer obispo. Al mismo tiempo Bonifacio nombró los primeros obispos de las diócesis de Würzburg (Burcardo) y Erfurt (Adelario). 
En 742 Witta y Burcardo asistieron a Bonifacio en Sülzenbrücken (Turingia) en la consagración de Willibaldo, que pronto fundaría la diócesis de Eichstätt como su primer obispo. En abril de ese año Witta participó en el Concilio Germánico, un Sínodo reformista de los obispos de Francia Oriental, y en marzo de 743 en el Sínodo de Estinnes, ambos convocados por iniciativa del mayordomo de palacio Carlomán.
La confirmación del Papa Zacarías a Witta como obispo tuvo lugar el 1 de abril de 743, lo que puso su diócesis, su ministerio y su consagración bajó la protección apostólica.
En 755, tanto la diócesis de Büraburg como la de Erfurt fueron incorporadas por Lulo a su diócesis de Maguncia, impidiendo la expansión de la diócesis hacia el este fuera de su control por parte de estos dos obispos. Witta continuó viviendo en Büraburg hasta su muerte en 760 y fue enterrado en la capilla de Esturmio en la comunidad de Hersfeld, lo que constituiría la base para la nueva abadía benedictina de 769.

## Supuesta sucesión
Algunas fuentes citan a Megingaud (también Megingoz o Megingotus) como sucesor de Witta, algunas veces llamado episcopus missus (corobispo), un obispo encargado particularmente con tareas de evangelización sin una sede permanente. Este supuesto está probablemente basada en una mala interpretación del cargo en la Vita S. Wigberti de Lupus Servatus, donde se dice que el amigo de Vigberto, el diácono Megingoz ha ganado la dignidad episcopal. No obstante, Megingaud no sucederá a Witta en el cargo de Büraburg en 754, sino a Burcardo como obispo de Würzburg.